# Система абсолютного большинства

Схема голосования за наиболее приемлемого кандидата во втором туре

Система абсолютного большинства — разновидность мажоритарной избирательной системы, при которой победителем считается кандидат, получивший более 50 % голосов. В случае, если ни одному из кандидатов не удалось достичь большинства, организуется второй тур, в который обычно выходят два кандидата, получившие наибольшее количество голосов в первом туре. Набравший во втором туре абсолютное большинство и считается победителем. При этом для расчёта абсолютного большинства в различных юрисдикциях либо учитываются недействительные голоса и голоса "против всех" (где употребимо), либо отбрасываются.
Система является наиболее употребительным частным случаем системы голосования в 2 тура, которая в частных случаях может быть менее требовательной к условиям победы в первом туре (например, в некоторых юрисдикциях не проводят второй тур, если кандидат на первом месте достиг определённого значения, которое, вообще, говоря, может быть и менее половины голосов).

## Использование
Система абсолютного большинства чаще всего используется при проведении президентских выборов, в частности, в России и во всех странах бывшего СССР, где президент избирается всенародно, за исключением Азербайджана и Туркмении, из европейских стран во Франции, Австрии, Португалии, Финляндии, Литве, Польше, Чехии, Словакии, Словении, Хорватии, Румынии, Болгарии, Северной Македонии, Сербии, Турции, Кипре, а также в Бразилии, Колумбии, Монголии, Индонезии, Зимбабве, Гане и ряде других стран. В некоторых латиноамериканских странах система несколько отличается. Например, в Коста-Рике для победы в первом туре президентских выборов (а также на выборах глав местных органов власти Израиля) достаточно получить 40 % голосов, а в Аргентине 45 % либо 40 % при отрыве от ближайшего соперника не менее чем на 10 % (аналогично законодательство Боливии, хотя при отсутствии отрыва здесь необходимо набрать 50 %).
Помимо президентских, в некоторых странах система абсолютного большинства используется на парламентских выборах — во Франции при выборах депутатов всех уровней, на выборах членов верхней палаты в Чехии и Швейцарии, а также в Бахрейне, Габоне, Гаити, Египте, Иране, Коморских островах, Мали, Республике Конго, Того, Тонга, Туркмении, ЦАР, при выборе части депутатов в Киргизии, Литве, Мавритании и Таджикистане. В США она используется в некоторых штатах при выборе членов обеих палат Конгресса с рядом вариаций: в Джорджии и в Луизиане в традиционном виде, а в Калифорнии и Вашингтоне большинство кандидатов отсеиваются на предварительных выборах, в то время как в день голосования остаются две кандидатуры, получившие на предварительных выборах большинство голосов (неважно, собрал ли кто-то из них абсолютное большинство).

## Особенности системы
Достоинством этого варианта мажоритарной системы можно считать избрание кандидата, пользующегося поддержкой более чем половины избирателей, а не относительного большинства. При этом в обоих этих вариантах кандидат может лишь незначительно опережать ближайшего оппонента. Доверие абсолютного большинства избирателей особенно важно на президентских выборах или в случае сильного дробления политических сил. В то же время во втором туре многие избиратели вынуждены поддерживать не симпатичного им, а наиболее приемлемого для них кандидата, что приводит к преобладанию среди победителей умеренных и центристских кандидатов. Кроме того, во втором туре (как на президентских выборах в Португалии 1986 года) поддержка наиболее приемлемого кандидата может привести к поражению с небольшим перевесом голосов значительно лидировавшего и немного не добравшего до половины кандидата. В то же время во второй тур может выйти кандидат, лишь незначительно опередивший своего соперника, занявшего третье место.

## Обобщения
Некоторые выборы проводят с вариациями идеи достичь большинства поддержки. Например, когда выборы находятся в компетенции легко собираемой комиссии, а не народного голосования. Конкретными примерами могут служить выборы места проведения спортивных соревнований из нескольких заявок, для которых зачастую устраивают голосования "навылет", отсеивая за один тур заявку с наименьшим числом голосов до тех пор, пока в очередном голосовании одна из заявок не наберёт больше половины голосов, что может произойти за непредсказуемое количество туров голосования от одного до на единицу меньшего, чем количество заявок.